# Dicranoptycha septemtrionis
Dicranoptycha septemtrionis är en tvåvingeart som beskrevs av Alexander 1926. Dicranoptycha septemtrionis ingår i släktet Dicranoptycha och familjen småharkrankar. Inga underarter finns listade i Catalogue of Life.